# Europese kampioenschappen kunstschaatsen 1934
De Europese Kampioenschappen kunstschaatsen 1934 was de 33e editie voor de mannen en de vijfde editie voor de vrouwen en paren van het jaarlijks evenement dat georganiseerd wordt door de Internationale Schaatsunie (ISU).
Het mannentoernooi werd gehouden in Seefeld (Tirol). Het was de zevende keer dat het kampioenschap voor de mannen in Oostenrijk plaatsvond, eerder werden de kampioenschappen van 1892, 1894, 1901, 1914, 1927 en 1931 in de hoofdstad Wenen gehouden. Ook het eerste kampioenschap voor de vrouwen en paren vond in 1930 in Wenen plaats.
Het vijfde toernooi voor de vrouwen en paren vonden beide in Praag plaats. Het was de tweede keer dat een EK kampioenschap in Tsjechoslowakije plaatsvond, eerder werd het kampioenschap voor de mannen van 1928 in Troppau gehouden.

## Historie
De Duitse en Oostenrijkse schaatsbond, verenigd in de "Deutscher und Österreichischer Eislaufverband", organiseerden zowel het eerste EK Schaatsen voor mannen als het eerste EK Kunstschaatsen voor mannen in 1891 in Hamburg, in toen nog het Duitse Keizerrijk, nog voor het ISU in 1892 werd opgericht. De internationale schaatsbond nam in 1892 de organisatie van het EK kunstschaatsen over. In 1895 werd besloten voortaan het WK kunstschaatsen te organiseren en kwam het EK te vervallen. In 1898, na twee jaar onderbreking, vond toch weer een herstart plaats van het EK kunstschaatsen.
De vrouwen en paren zouden vanaf 1930 jaarlijks om de Europese titel strijden. De ijsdansers streden vanaf 1954 om de Europese titel in het kunstschaatsen.

## Deelname
Er namen deelnemers uit een recordaantal van dertien landen deel aan deze kampioenschappen. Zij vulden eveneens een recordaantal van 33 startplaatsen in de drie disciplines in. Vier landen, Letland, Polen, Roemenië en de Verenigde Staten (deelname aan het EK kunstschaatsen was toen nog toegestaan voor deelnemers uit alle bij de ISU aangesloten landen), werden voor het eerst vertegenwoordigd.
Voor België kwam Yvonne de Ligne-Geurts voor de vijfde keer uit in het vrouwentoernooi.
(Tussen haakjes het totaal aantal startplaatsen over de disciplines.)
| Oostenrijk (10) Hongarije (5) Tsjecho-Slowakije (5) Verenigd Koninkrijk (3) Noorwegen (2) | België (1) Denemarken (1) Frankrijk (1) Letland (1) | Polen (1) Roemenië (1) Verenigde Staten (1) Zwitserland (1) |

## Medaille verdeling
Bij de mannen veroverde Karl Schäfer zijn zesde Europese titel op rij. Het was zijn achtste medaille, in 1927 werd hij derde en 1928 werd hij tweede. De mannen op de plaatsen twee en drie, de Hongaren Dénes Pataky en Elemér Terták, waren beide debutant op het EK.
Bij de vrouwen veroverde Sonja Henie haar vierde Europese titel op rij. In 1933 werd Liselotte Landbeck de eerste (onofficiële) wereldkampioene schaatsen, dit jaar veroverde zij haar eerste EK medaille in het kunstrijden, zij werd tweede. EK debutante Maribel Vinson werd derde, op de WK's van 1928 (tweede) en 1930 (derde) en de OS van 1932 (derde) behaalde ze eerder al medailles.
Bij het paarrijden werden Emilia Rotter / László Szollás het vierde paar dat de Europese titel veroverden. Het was hun derde medaille, in 1930 en 1931 werden ze tweede. Idi Papez / Karl Zwack op plaats twee, veroverden hun derde medaille, in 1932 werden ze derde en Europees kampioen in 1933. Het Poolse debutanten paar Zofja Bilorowna / Tadeusz Kowalski eindigden op de derde plaats.
| Discipline | Goud                           | Zilver                 | Brons                              |
| ---------- | ------------------------------ | ---------------------- | ---------------------------------- |
| Mannen     | Karl Schäfer                   | Dénes Pataky           | Elemér Terták                      |
| Vrouwen    | Sonja Henie                    | Liselotte Landbeck     | Maribel Vinson                     |
| Paren      | Emilia Rotter / László Szollás | Idi Papez / Karl Zwack | Zofja Bilorowna / Tadeusz Kowalski |

## Uitslagen
| Goud   | Karl Schäfer (8)      | Vlag van Oostenrijk                       |  |
| Zilver | Dénes Pataky          | Vlag van Hongarije (1915-1918, 1919-1946) |  |
| Brons  | Elemér Terták         | Vlag van Hongarije (1915-1918, 1919-1946) |  |
| 4      | Leopold Linhart       | Vlag van Oostenrijk                       |  |
| 5      | Erich Erdös (3)       | Vlag van Hongarije (1915-1918, 1919-1946) |  |
| 6      | Jack Dunn             | Vlag van Verenigd Koninkrijk              |  |
| 7      | Felix Kaspar          | Vlag van Oostenrijk                       |  |
| 8      | Ferenc Kertesz        | Vlag van Hongarije (1915-1918, 1919-1946) |  |
| 9      | Vladimir Koudelka     | Vlag van Tsjechië                         |  |
| 10     | Erwin Keller          | Vlag van Zwitserland                      |  |
| 11     | Jean Henrion (3)      | Vlag van Frankrijk                        |  |
| 12     | Josef Bernhauser (3)  | Vlag van Oostenrijk                       |  |
| 13     | Rudolf Zettelmann (1) | Vlag van Oostenrijk                       |  |

| Goud   | Sonja Henie (4)            | Vlag van Noorwegen                    |  |
| Zilver | Liselotte Landbeck (3)     | Vlag van Oostenrijk                   |  |
| Brons  | Maribel Vinson             | Vlag van Verenigde Staten (1912-1959) |  |
| 4      | Megan Taylor               | Vlag van Verenigd Koninkrijk          |  |
| 5      | Grete Lainer (2)           | Vlag van Oostenrijk                   |  |
| 6      | Nanna Egedius              | Vlag van Noorwegen                    |  |
| 7      | Yvonne de Ligne-Geurts (5) | Vlag van België                       |  |
| 8      | Esther Bornstein (2)       | Vlag van Denemarken                   |  |
| 9      | Mollie Phillips (2)        | Vlag van Verenigd Koninkrijk          |  |
| 10     | Fritzi Metzner             | Vlag van Tsjechië                     |  |

| Er deden tien paren uit zes landen mee. Acht paren debuteerden op dit EK. \| Goud \| Emilia Rotter (3) László Szollás (3) \| Vlag van Hongarije (1915-1918, 1919-1946) \| \| \| Zilver \| Idi Papez (4) Karl Zwack (4) \| Vlag van Oostenrijk \| \| \| Brons \| Zofja Bilorowna Tadeusz Kowalski \| Vlag van Polen (1928-1980) \| \| \| 4 \| Lucy Gallo Reszo Dillinger \| Vlag van Hongarije (1915-1918, 1919-1946) \| \| \| 5 \| Herta Baumgartner Rolf Stillebacher \| Vlag van Oostenrijk \| \| \| 6 \| Traute Jager Fritz Lesk \| Vlag van Tsjechië \| \| \| 7 \| Irma Tymcic Alfred Eisenbeiser \| Vlag van Roemenië \| \| \| 8 \| Netty Eisenbeiss Karl Friedel \| Vlag van Tsjechië \| \| \| 9 \| Hildegarde Schwarz Eduards Goschel \| Vlag van Letland \| \| \| 10 \| Libusa Vesela Vojtech Vesely \| Vlag van Tsjechië \| \| |                                      |                                           |    |
| Paren |                                      |                                           |    |
| # | naam (deelname)                      | land                                      | pc |
| Goud | Emilia Rotter (3) László Szollás (3) | Vlag van Hongarije (1915-1918, 1919-1946) |    |
| Zilver | Idi Papez (4) Karl Zwack (4)         | Vlag van Oostenrijk                       |    |
| Brons | Zofja Bilorowna Tadeusz Kowalski     | Vlag van Polen (1928-1980)                |    |
| 4 | Lucy Gallo Reszo Dillinger           | Vlag van Hongarije (1915-1918, 1919-1946) |    |
| 5 | Herta Baumgartner Rolf Stillebacher  | Vlag van Oostenrijk                       |    |
| 6 | Traute Jager Fritz Lesk              | Vlag van Tsjechië                         |    |
| 7 | Irma Tymcic Alfred Eisenbeiser       | Vlag van Roemenië                         |    |
| 8 | Netty Eisenbeiss Karl Friedel        | Vlag van Tsjechië                         |    |
| 9 | Hildegarde Schwarz Eduards Goschel   | Vlag van Letland                          |    |
| 10 | Libusa Vesela Vojtech Vesely         | Vlag van Tsjechië                         |    |

Medaillewinnaars

Mannen · 
Vrouwen ·
Paren · 
IJsdansen

Toernooi

1891 · 
1892 · 
1893 · 
1894 · 
1895 · 
1896-1897 · 
1898 · 
1899 · 
1900 · 
1901 · 
1902-1903 · 
1904 · 
1905 · 
1906 · 
1907 · 
1908 · 
1909 · 
1910 · 
1911 · 
1912 · 
1913 · 
1914 · 
1915-1921 · 
1922 · 
1923 · 
1924 · 
1925 · 
1926 · 
1927 · 
1928 · 
1929 · 
1930 · 
1931 · 
1932 · 
1933 · 
1934 · 
1935 · 
1936 · 
1937 · 
1938 · 
1939 ·
1940-1946 · 
1947 · 
1948 · 
1949 · 
1950 · 
1951 · 
1952 · 
1953 · 
1954 · 
1955 · 
1956 · 
1957 · 
1958 · 
1959 · 
1960 · 
1961 · 
1962 · 
1963 · 
1964 · 
1965 · 
1966 · 
1967 · 
1968 · 
1969 · 
1970 · 
1971 · 
1972 · 
1973 · 
1974 · 
1975 · 
1976 · 
1977 · 
1978 · 
1979 · 
1980 · 
1981 · 
1982 · 
1983 · 
1984 · 
1985 · 
1986 · 
1987 · 
1988 · 
1989 · 
1990 · 
1991 · 
1992 · 
1993 · 
1994 · 
1995 ·
1996 · 
1997 · 
1998 · 
1999 · 
2000 · 
2001 · 
2002 · 
2003 · 
2004 · 
2005 · 
2006 ·
2007 ·
2008 ·
2009 ·
2010 ·
2011 ·
2012 ·
2013 ·
2014 ·
2015 ·
2016 ·
2017 ·
2018 ·
2019 ·
2020 ·
2021 · 
2022 · 
2023 · 
2024 · 
2025

WK kunstschaatsen ·
WK kunstschaatsen junioren ·
Viercontinentenkampioenschap ·
Olympische Spelen